# ساختمان فرمانداری کرمان
ساختمان فرمانداری کرمان مربوط به دوره قاجار است و در کرمان، حدفاصل چهار راه بهداری و سه راه قدس، خیابان معلم واقع شده و این اثر در تاریخ ۲۴ اسفند ۱۳۸۳ با شمارهٔ ثبت ۱۱۶۰۷ به‌عنوان یکی از آثار ملی ایران به ثبت رسیده است.